# A sápadt holdfényben
A sápadt holdfényben a Star Trek: Deep Space Nine amerikai televíziós sci-fi sorozat 143. része. Egyben a sorozat egyik legsötétebb hangulatú, mégis a rajongók számára egyik legnépszerűbb epizódja, amely a különböző „top 10”-es listák állandó szereplője. Az egyik olyan rész, ami igazán távol esik a Gene Roddenberry által megálmodott Star Trek örökségétől. A forgatókönyvírók célja annak a  politikai dilemmának ábrázolása, amikor a „jó” cél érdekében valami rosszat kell elkövetni. Ennek a témának a boncolgatását helyezték a Föderáció és a Domínium között fennálló háború közegébe.

## A dilemma
A forgatókönyv alapötletének ihletője annak a gyakorlatnak az ideológiai és erkölcsi boncolgatása, ahogy az USA a külpolitikai manőverek során sokszor etikailag megkérdőjelezhető tevékenységet végez.
A Föderáció egyre rosszabbul áll a Domínium elleni háborúban, Sisko kétségbeesve keres valami megoldást, amivel megállíthatnák a Domínium előrenyomulását. Csak egyetlen olyan jelentősebb hatalom maradt még az Alfa Kvadránsban, amely nem vesz részt a harcokban: a Domíniummal – opportunista célokból – idejekorán megnemtámadási egyezményt kötött Romulán Csillagbirodalom. Így a birodalom lett a mérleg nyelve, amely eldöntheti a háborút. Sisko belátja, hogy milliók fognak még meghalni, ha a romulánok nem lépnek be a háborúba a Föderáció oldalán. Sisko meggyőződése, hogy a Domínium a romulánok ellen fog törni, és elhatározza, bizonyítékot keres ennek alátámasztására. Mivel a feltételezett bizonyítékok a Kardasszia Egyen találhatóak, így az állomáson száműzetésben élő rossz hírű exkémhez, a kardassziai Garakhoz fordul tanácsért és segítségért. Azonban az események váratlan fordulatot vesznek, és az irányítás kezd kicsúszni a kapitány kezéből.
|  | Alább a cselekmény részletei következnek! |

Garak egy felvételt prezentál Siskónak, amelyen a Domínium és a Kardasszia diplomatái a romulánok megtámadásáról tárgyalnak. Vreenak, a romulán követ Sisko kérésére megnézi a felvételt, azonban felismeri, hogy hamisítvány, és – nagyot hibázva – felháborodását kimutatva indul vissza hazájába a hírrel: a Föderáció bele akarta ugratni a romulánokat a kvadránsközi háborúba. azonban  Garak bombát helyezett a hajójára, amely felrobban, majd úgy állítja be, mintha a Domínium kétségbeesett akciója lett volna abból a célból, hogy a romulánok megtámadásáról értesült követet megakadályozzák abban, hogy közölje a hírt feletteseivel. A romulán biztonsági szolgálat megtalálja a felvételt a roncsok között, és – mivel a robbanás során megrongálódott – rossz minőségét nem a hamisításnak, hanem a robbanásnak tulajdonítják (pontosan úgy, ahogy a kardassziai exkém számította). Nemsokára a Romulán Csillagbirodalom drámai bejelentést tesz: csatlakozva a Föderációhoz és a Klingon Birodalomhoz, belép a háborúba a Domínium ellen.
Sisko kezdetben nagyon dühös Garakra, mire az így érvel: nem nagy ár egy romulán követ, egy kisstílű gyilkos élete és egy föderációs tiszt becsülete több millió alfa-kvadránsbeli élet megmentéséért. A kapitány az epizód végén, vonakodva bár, de elismeri önmagának, hogy Garak pontosan azt tette, amit tennie kellett.
|  | Itt a vége a cselekmény részletezésének! |

## Szereposztás

### Főszereplők
- Avery Brooks... Benjamin Sisko kapitány
- René Auberjonois... Odo felügyelő
- Michael Dorn... Worf parancsnok-helyettes
- Terry Farrell... Jadzia Dax parancsnok-helyettes
- Armin Shimerman... Quark
- Alexander Siddig... doktor Julian Bashir
- Nana Visitor... Kira Nerys őrnagy

### Vendégszereplők
- Andrew Robinson... Elim Garak
- Jeffrey Combs... Weyoun
- Casey Biggs... Damar
- Howard Shangraw... Grathon Tolar
- Stephen McHattie... Vreenak

## Érdekességek
- Az epizód címe eredetileg a „Hazafi” (Patriot) lett volna.
- „A sápadt holdfényben” elnevezés ötlete a Tim Burton-féle Batman-feldolgozásból származik, ahol Joker kérdezi áldozataitól: „Táncoltál már az ördöggel a sápadt holdfénynél?” (Have you ever danced with the devil in the pale moonlight?)

## Fogadtatás
- Miután a sorozat véget ért 1999-ben a Sci-Fi Entertainment végzett egy felmérést és ez a rész választották a rajongók a legjobbnak.
- A TV Guide szerint a szezon legdrámaibb része.
- Az epizód a rajongói toplisták állandó része lett. A rész népszerűségének egyik oka, hogy mondanivalója az elmúlt évek alatt is aktuális maradt.